# Heinz Dieter Tschörtner
Heinz-Dieter Tschörtner (n. 1 iulie 1932, Mühlhausen/Thüringen, Statul Liber Prusia⁠(d), Germania – d. 12 decembrie 2023) a fost un editor și publicist german.

## Biografie
Tschörtner a crescut în Mulhouse și acolo și-a susținut examenul de bacalaureat. În 1953 s-a mutat împreună cu familia sa la Babelsberg. După terminarea studiilor a lucrat ca bibliotecar la Mulhouse, Erfurt și Halle, înainte de a fi angajat în 1959 ca redactor și corector la editura Volk und Welt din Berlin. Acolo, el a fost redactor al revistei editurii Der Bücherkarren și din 1962 al revistei cu tiraj mare< Roman-Zeitung. Ca editor a fost responsabil, printre altele, de publicarea unei ediții a operelor lui Werner Steinberg la Mitteldeutscher Verlag (Ausgewählte Werke, 1976-1988).
Începând cu anii 1960, Tschörtner a publicat numeroase selecții de lucrări, studii și bibliografii referitoare la Gerhart Hauptmann. A publicat o biografie a lui Hauptmann în 1995. Tschörtner a fost, de asemenea, o lungă perioadă (din 1952) trezorier al Gerhart-Hauptmann-Gesellschaft din Erkner și din 1999 a fost redactor al revistei bianuale Gerhart-Hauptmann-Blätter.
Tschörtner a locuit în Berlin-Lichtenberg. Soția sa, Ilse Tschörtner, a lucrat, de asemenea, ca lector și ca traducător al operei unor scriitori sovietici ca Viktor Astafiev, Daniil Harms, Veniamin Kaverin, Vladimir Solouchin și Tatiana Tolstaia. Fiica lui a fost regizoare de filme documentare Petra Tschörtner (1958-2012).

## Lucrări (selecție)
- Friedrich von Schiller 1759–1805. Ein Verzeichnis zum Schillerjahr 1955. Kreisbibliothek Mühlhausen 1955.
- (Editor) Gerhart Hauptmann. Auswahl für die Jugend. Verlag Neues Leben, Berlin 1962.
- (Editor) Die Akte Max Kretzer. Aufbau-Verlag, Berlin und Weimar 1969 (= Aus dem Archiv der Deutschen Schillerstiftung Weimar 14).
- Gerhart-Hauptmann-Bibliographie. Deutsche Staatsbibliothek, Berlin 1971 (2. erweiterte Ausgabe 1976) (= Bibliographische Mitteilungen der Deutschen Staatsbibliothek 24).
- (Editor) Johannes Wüsten: Tannhäuser. Erzählungen und Geschichten. Verlag Volk und Welt, Berlin 1976.
- (Editor) Bernhard Kellermann: ^Eine Nachlese 1906–1951. Verlag Volk und Welt, Berlin 1979.
- (Editor) Johannes Wüsten: Die Verrätergasse. Stücke, Aufsätze, Gedichte, Autobiographisches, Briefe. Verlag Volk und Welt, Berlin 1980.
- (Editor) B. Traven: Aus dem Land des Frühlings. Auszüge, Aufsätze, Auskünfte. Verlag Volk und Welt, Berlin 1986.
- Ungeheures erhofft. Zu Gerhart Hauptmann – Werk und Wirkung. Buchverlag Der Morgen, Berlin 1986, ISBN 3-371-00002-8.
- (Editor) Gespräche und Interviews mit Gerhart Hauptmann (1894–1946). Erich Schmidt, Berlin 1994, ISBN 3-503-03088-3 (= Veröffentlichungen der Gerhart-Hauptmann-Gesellschaft 6).
- Gerhart Hauptmann. Ein Lebensbild. Stiftung Kulturwerk Schlesien, Würzburg 1995, ISBN 3-929817-01-2.
- Unaufhörlich bläst das Meer. Neue Hauptmann-Studien. Bergstadtverlag Korn, Würzburg 1996, ISBN 3-87057-190-X.
- Leonhard Franks Bücher in der DDR. Leonhard-Frank-Gesellschaft, Würzburg 1997, ISBN 3-932404-05-X (= Schriftenreihe der Leonhard-Frank-Gesellschaft 6).
- (Editor) Gerhart Hauptmann: Zur Charakteristik Jehovas. Glossen zum Alten Testament. Mit fünf Original-Lithographien und siebzehn Kohlezeichnungen von Hermann Naumann. Faber und Faber, Leipzig 1997, ISBN 3-932545-01-X (= Druck der Sisyphos-Presse 10).
- (Editor) Joseph Chapiro und Gerhart Hauptmann: Briefwechsel 1920–1936. Wallstein-Verlag, Göttingen 2006, ISBN 3-8353-0032-6.
- Proteus Hauptmann. Beiträge zu Werk und Wirkung. Thelem, Dresden 2009, ISBN 978-3-939888-47-5.